# U-Bahnhof Garching-Hochbrück
Der U-Bahnhof Garching-Hochbrück ist ein oberirdischer U-Bahnhof in Hochbrück, einem Ortsteil der Stadt Garching bei München. Er liegt an der Stammstrecke 1 der U-Bahn München und wird von der Linie U6 angefahren. Das interne Kürzel der Münchner Verkehrsgesellschaft, die die Münchner U-Bahn betreibt, lautet GK.

## Geschichte
Im Jahr 1988 wurde die Verlängerung der U6, die damals in München am U-Bahnhof Kieferngarten endete, nach Hochbrück vom Garchinger Stadtrat beschlossen. Da die Strecke dorthin einschließlich des Bahnhofs an der Oberfläche verläuft, war der Rohbau bereits nach gut einem Jahr fertiggestellt. Am 28. Oktober 1995 ging der Bahnhof schließlich in Betrieb. Bis zur Eröffnung der Strecke zum U-Bahnhof Garching-Forschungszentrum im Oktober 2006 war Garching-Hochbrück die nördliche Endhaltestelle der U6.

## Lage

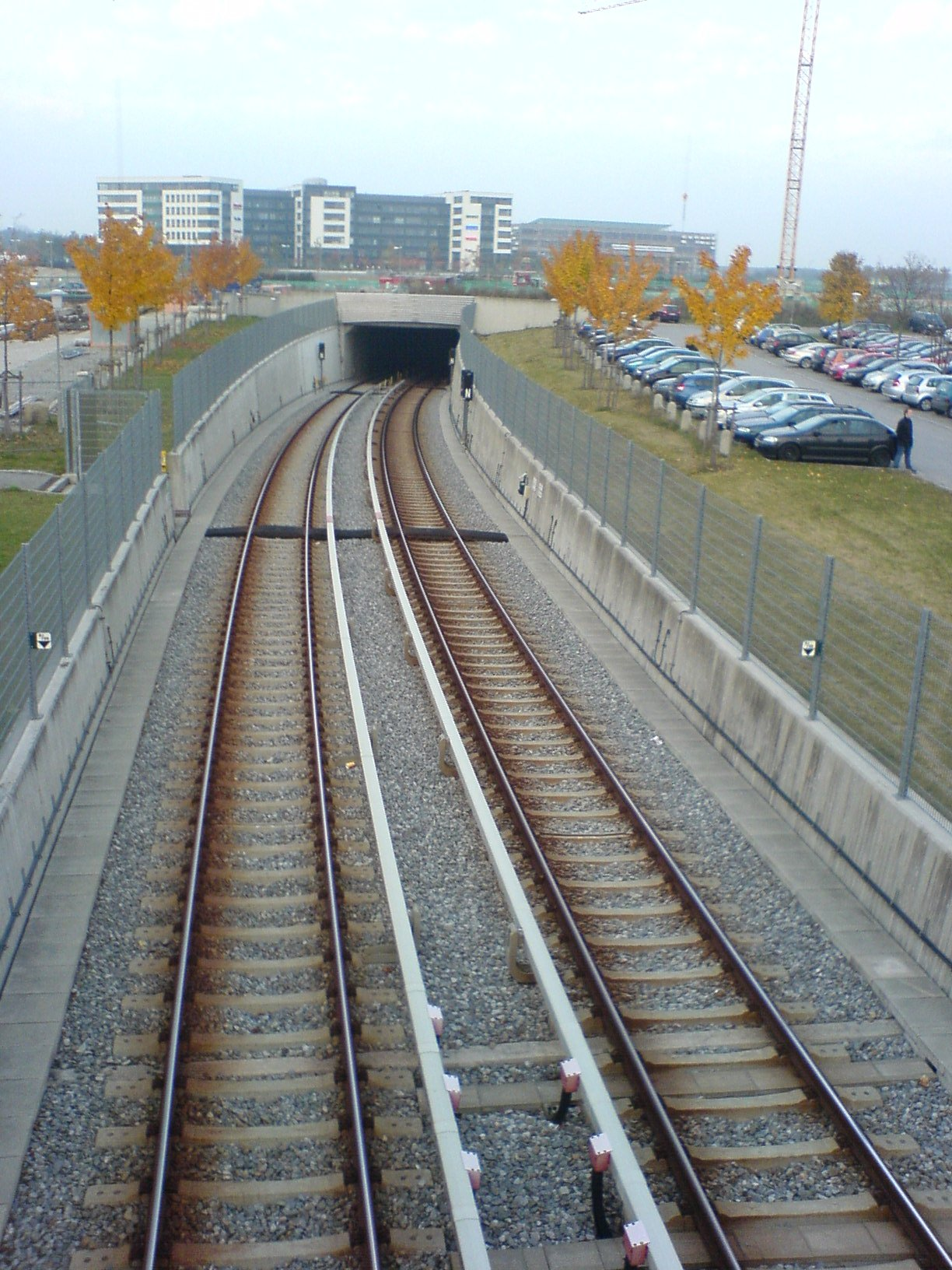
Gleise Richtung Garching-Forschungszentrum

Der U-Bahnhof liegt am südöstlichen Rand des namensgebenden Stadtteils und dient vor allem der Erschließung des dort befindlichen Gewerbegebietes, das einen Großteil der Siedlungsfläche Hochbrücks ausmacht.
Richtung Norden verschwinden die U-Bahnen kurz hinter dem U-Bahnhof im Tunnel und erreichen nach 1827 Metern den Haltepunkt Garching. In die andere Richtung führt die Strecke über den Schleißheimer Kanal und neben der Fröttmaninger Heide zum 4208 Meter entfernten U-Bahnhof Fröttmaning, der sich bereits in München befindet. Dieser Streckenabschnitt ist der längste des gesamten Münchner U-Bahn-Netzes ohne Halt.

## Bahnhofsanlage

### Aufbau

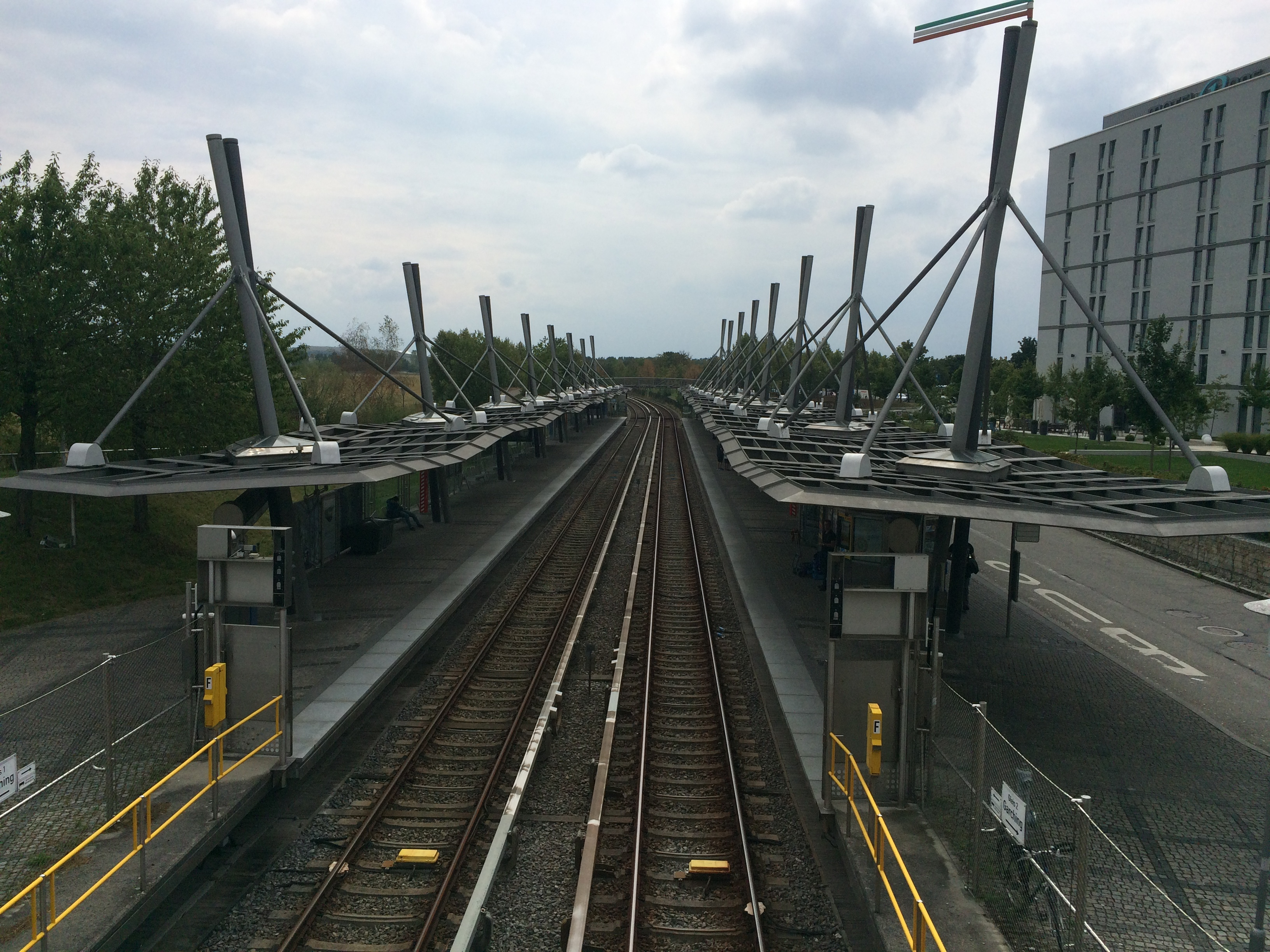
Haltestelle von Fußgängerbrücke aus betrachtet

Garching-Hochbrück ist einer der wenigen Bahnhöfe der Münchner U-Bahn mit Seitenbahnsteigen. Beide Plattformen sind durch Glaswände von der Umgebung getrennt und besitzen jeweils einen Zugang an jedem Bahnsteigende und einen in der Bahnsteigmitte. Nördlich und südlich der Station führt jeweils eine Brücke über die Gleise.

### Gestaltung

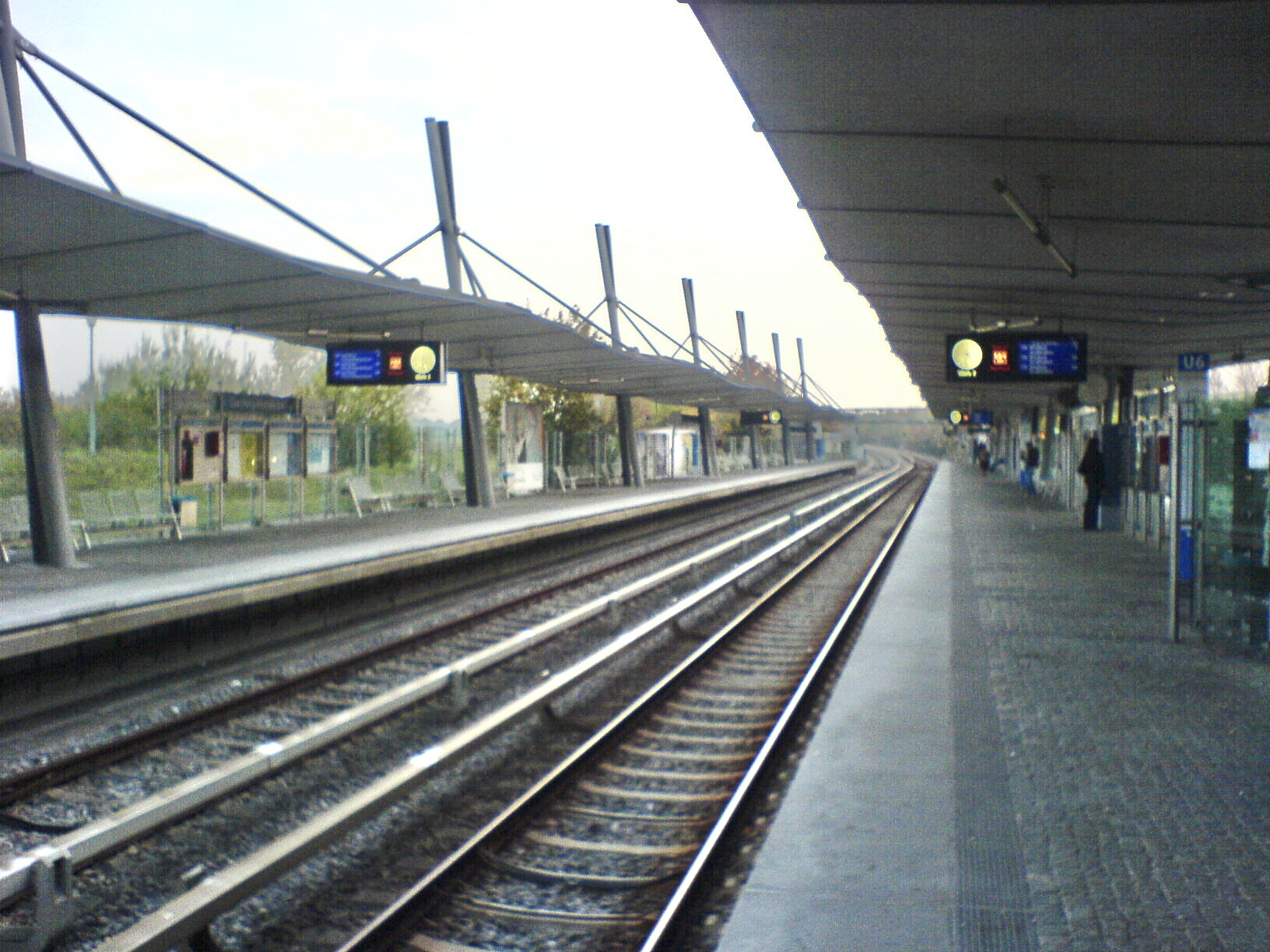
Bahnsteige

Die Bahnsteige sind zum Schutz vor den Witterungsverhältnissen an der Oberfläche mit Kopfsteinpflaster gepflastert. Sie werden jeweils von einer markanten Stahlkonstruktion überdacht.

## Verkehr

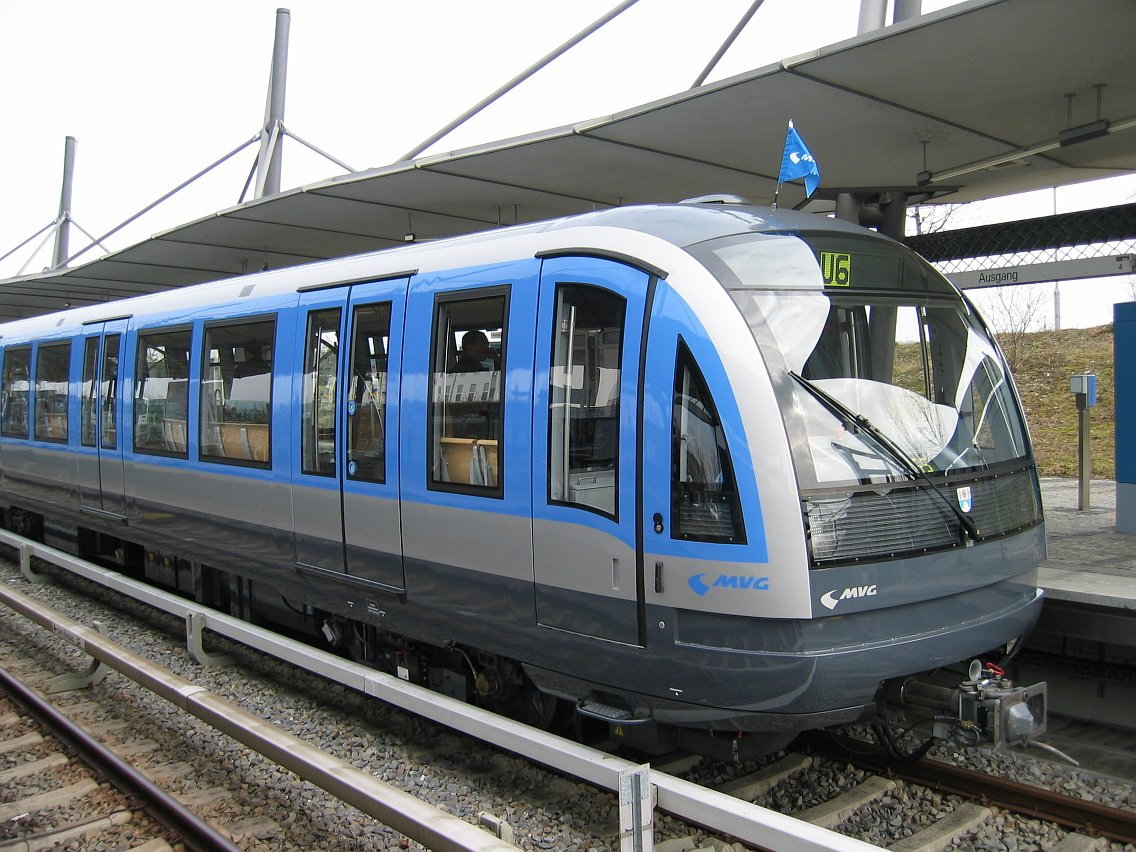
C-Zug Richtung Garching-Forschungszentrum

Die U6 bedient den Haltepunkt alle 10 Minuten, zur Hauptverkehrszeit alle 5 Minuten.
Vom angrenzenden Busbahnhof erschließen mehrere Buslinien den Stadtteil. Die Linie 293 führt in den Südwesten von Hochbrück und über Garching zur Auensiedlung nach München. Ebenfalls nach Garching führt die Linie 290. Die übrigen Buslinien durchqueren den Stadtteil auf dem Weg nach Oberschleißheim (Linie 292), Unterschleißheim (Linie 219) oder zum Münchner U-Bahnhof Am Hart (Linie 294). Außerdem verkehrt die Buslinie 695 von hier nach Eching und weiter bis nach Kirchdorf an der Amper.
| Linie | Linienverlauf |
| ----- | --- |
| U6    | Garching-Forschungszentrum – (2560 m) – Garching – (1827 m) – Garching-Hochbrück – (4208 m) – Fröttmaning – (830 m) – Kieferngarten – (1431 m) – Freimann – (1087 m) – Studentenstadt – (660 m) – Alte Heide – (740 m) – Nordfriedhof – (813 m) – Dietlindenstraße – (712 m) – Münchner Freiheit – (579 m) – Giselastraße – (744 m) – Universität – (788 m) – Odeonsplatz – (640 m) – Marienplatz – (884 m) – Sendlinger Tor – (843 m) – Goetheplatz – (677 m) – Poccistraße – (624 m) – Implerstraße – (1236 m) – Harras – (837 m) – Partnachplatz – (760 m) – Westpark – (1084 m) – Holzapfelkreuth – (1050 m) – Haderner Stern – (1097 m) – Großhadern – (731 m) – Klinikum Großhadern |

## Belege
1. ↑  U-Bahn München - Stationsabstände
2. 1 2  Fahrplan der U-Bahnlinie U6 (Memento des Originals vom 14. Januar 2017 im Internet Archive)  Info: Der Archivlink wurde automatisch eingesetzt und noch nicht geprüft. Bitte prüfe Original- und Archivlink gemäß Anleitung und entferne dann diesen Hinweis.